# 東洋的浪漫主義
東洋的浪漫主義（とうようてきろまんしゅぎ）は、岡倉天心が提唱した東洋の美の精神・特質。

## 概要
インドから中国、日本へと伝播された東洋美術は、仏教、儒教、道教、神道、民間信仰などの宗教観を根本に、外見ではなく内面性や精神性に基づく美意識が重んじられた。
「日本の芸術は足利の名匠時代以後、わずかに退歩したとはいえ、着実に東洋的浪漫主義の理想すなわち芸術における努力の結晶たる精神の表現を固守してきた。この精神性は我々にとっては、キリスト教初期の教父の禁欲的純粋主義でもなければ、擬ルネサンスの寓意的な理想化でもなかった。またマンネリズムでもなければ、自己抑制でもなかった。精神性とは事物の神髄あるいは生命、万物の霊の特殊化、内に燃える火と考えられたのであった。美とは宇宙に遍在する根本原理であった。」

## 日本画の美意識
天心は、美術史家アーネスト・フェノロサが日本画の造形性、装飾性を高く評価した事をきっかけに、新しい日本画の構想として西洋画法の踏襲と東洋的浪漫主義を掲げ、彼が参画した日本絵画協会や東京美術学校において横山大観や菱田春草など多くの若手画家が実践した。
日本画における東洋的浪漫主義の特徴は以下の通り。
1. 観念的な画題やテーマ（寂静、勇壮、華麗など、特定のモチーフを持たない概念）
2. 感覚の表現（騒々しさ、生臭さ、冷たさ、湿っぽさなど、観賞者の感覚や内面に訴えかける目に見えないもの）
3. 心情の描写（人物や動物の心情に限らず、草花や山、海などのあらゆるモチーフから感情を読み取れるような描き方）
4. 観察眼（実物を見ながら写生・デッサンするのではなく、実物をしばらく観察して目に焼き付け、時間を置いて思い出しながら描く。こうする事で自身の印象に残っていない余計な情報が省かれ、洗練されたモチーフを描き出すことができる。）

日本美術院では、こうした特徴を踏まえた絵画研究会や互評会が組織され、毎月定期的に開かれた。具体的に、岡倉天心が月毎に画題を発表し、正員や研究生たちは１ヶ月かけて作品を描き、画題の真意が表現できているかどうか天心によって論じられた。

## 影響
横山大観、菱田春草等は、東洋的浪漫主義に基づく絵の研鑽を積み、朦朧体、没線彩画描法といった新しい日本画法を確立した。
京都画壇の竹内栖鳳は、実物を観察しながら写生に取り組む事を重視していた事から東洋的浪漫主義とは異なる立場であったが、写生を重ねる事でモチーフの内面性や精神性を描き出そうとした点は、プロセスは違えど東洋的浪漫主義の美意識と合致するものであった。